# Євтєєв Павло Миколайович
Павло Миколайович Євтєєв (нар. 23 вересня 1919, село Калінки (Нижні-Кам'янки), тепер Кам'янський район Тульської області, Російська Федерація — 2009, місто Луганськ) — український радянський діяч, журналіст, секретар Луганського сільського обласного комітету КПУ, головний редактор луганських обласних газет «Прапор перемоги» та «Ворошиловградская правда». 

## Біографія
Після закінчення середньої школи навчався у Ворошиловградському педагогічному інституті. З 1937 року друкувався в обласній газеті «Ворошиловградська правда».
З липня 1941 до жовтня 1945 року — в Червоній армії, учасник німецько-радянської війни. З 25 березня 1942 року служив командиром взводу 200-го окремого зенітно-кулеметного батальйону Московського навчального центру військ ППО, готував командирів розрахунків зенітно-кулеметних установок. З 17 березня 1943 року командував ротою ЗПУ 23-го зенітно-кулеметного батальйону 85-ї дивізії ППО Південного фронту на станції Касторна Курської області, відбиваючи масовані нальоти німецької авіації, з 7 квітня по 1 вересня 1943 року охороняв мости біля станції Щигри. На 1944 рік — начальник штабу 23-го окремого зенітно-кулеметного батальйону 85-ї дивізії ППО.
Кандидат у члени ВКП(б) з жовтня 1945 року.
Після війни повернувся на журналістську роботу. Член ВКП(б).
У 1946—1957 роках — завідувач відділу культури, секретар редакції ворошиловградської обласної газети «Прапор перемоги».
З 1957 по 17 січня 1963 року — головний редактор луганської обласної газети «Прапор перемоги».
17 січня 1963 — 4 грудня 1964 року — секретар Луганського сільського обласного комітету КПУ з питань ідеології — завідувач ідеологічного відділу Луганського сільського обласного комітету КПУ.
З грудня 1964 по грудень 1972 (оф. 19 січня 1973) року — головний редактор луганської обласної газети «Прапор перемоги».
У 1972—1974 роках — завідувач відділу, редактор Головної редакції художньої літератури Державного комітету РМ УРСР у справах видавництв, поліграфії і книжкової торгівлі в Києві.
У 1974—1975 роках — заступник редактора республіканської «Робітничої газети».
19 вересня 1975 — 13 лютого (оф. 12 березня) 1984 року — головний редактор обласної газети «Ворошиловградская правда».
Очолював Ворошиловградську обласну організацію Спілки журналістів України. Автор-упорядник збірки «З мандатом Леніна». Донецьк: Донбас, 1970.
З березня 1984 року — персональний пенсіонер. Помер у 2009 році.

## Звання
- старший лейтенант
- капітан
- майор

## Нагороди та відзнаки
- орден Вітчизняної війни ІІ ст. (6.04.1985)
- орден Трудового Червоного Прапора (4.05.1962)
- орден Червоної Зірки (24.10.1944)
- медаль «За перемогу над Німеччиною у Великій Вітчизняній війні 1941—1945 рр.» (1945)
- медалі
- заслужений працівник культури УРСР